# Viola philippica
Viola philippica là một loài thực vật có hoa trong họ Hoa tím. Loài này được Cav. miêu tả khoa học đầu tiên năm 1801.

## Hình ảnh

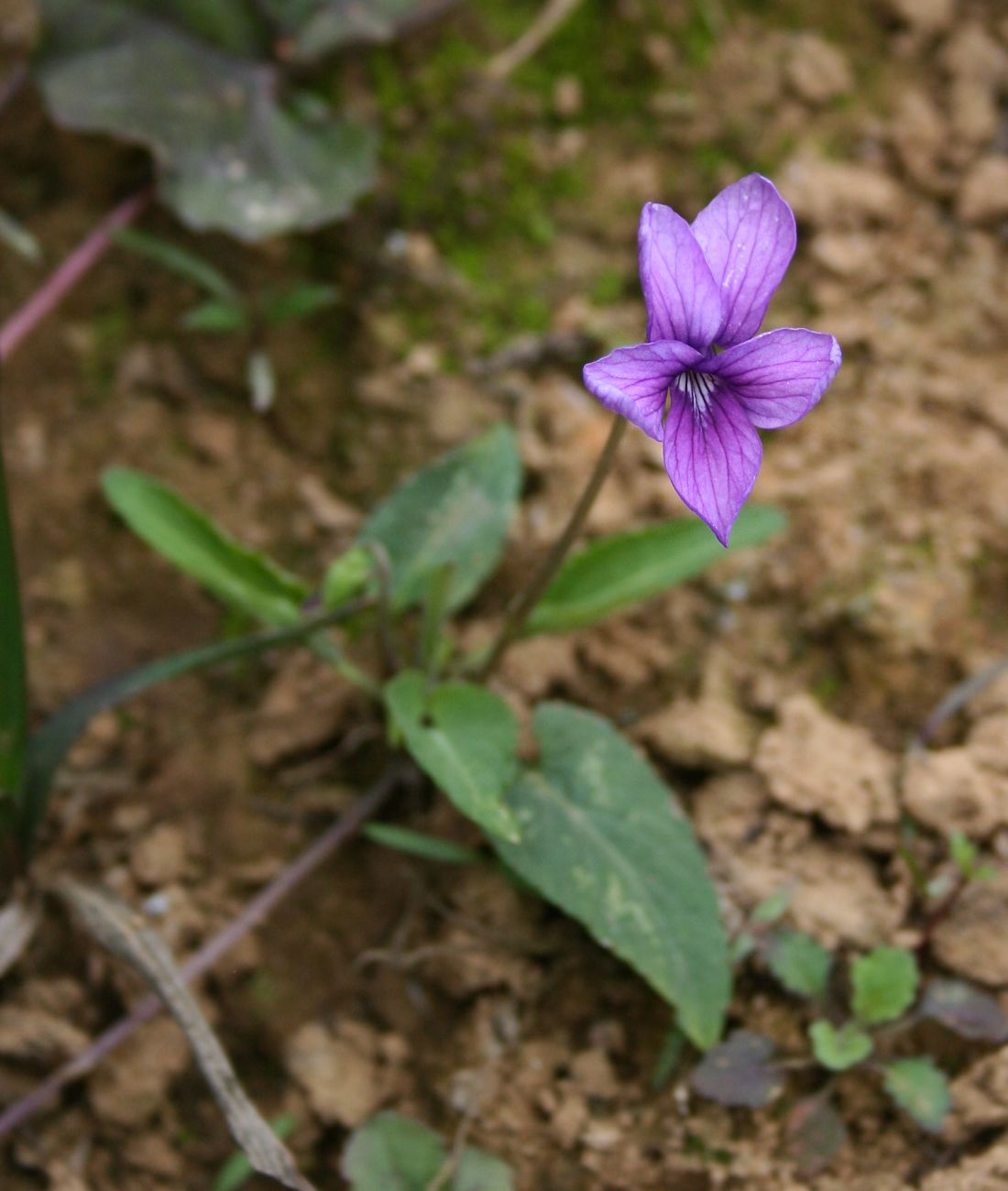
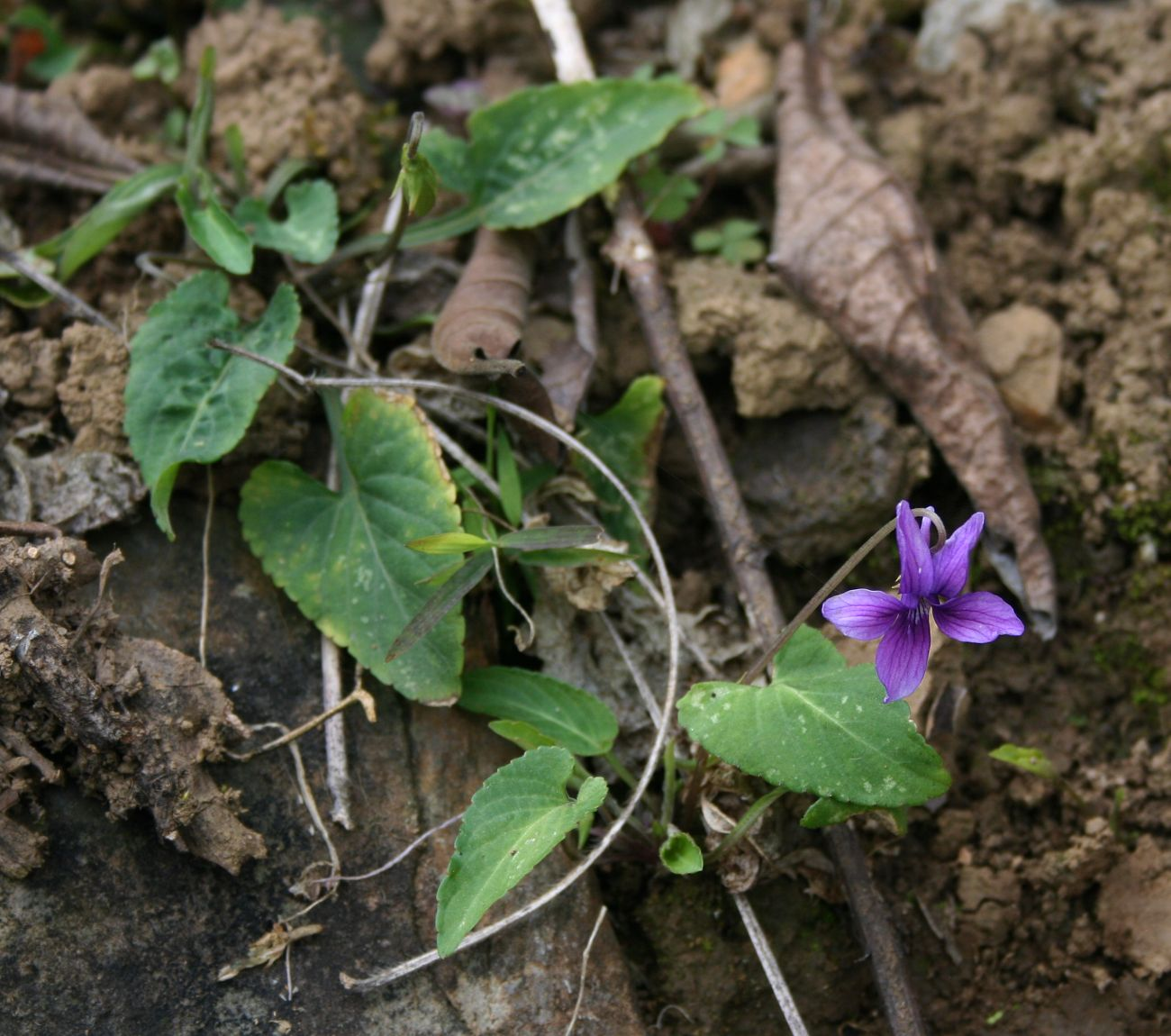